# Jesper Seier
Jesper Seier (Fredericia, 21 de setembro de 1965) é um velejador dinamarquês, campeão olímpico. Ele competiu nos Jogos Olímpicos de Verão de 1992 na classe Soling e conquistou a medalha de ouro, ao lado de Jesper Bank e Steen Secher, tendo vencido o trio estadunidense por 2–0 na final.
Por este sucesso, Seier, Secher e Bank foram eleitos o Esportista do Ano da Dinamarca. No mesmo ano, Seier conquistou a medalha de prata no Campeonato Mundial de Cádiz.